# 奧伯塞湖
71°17′S 13°39′E / 71.283°S 13.650°E
奧伯塞湖是南極洲的湖泊，位於毛德皇后地的阿斯特里德公主海岸，處於沃爾塔特山脈地區，長2.7公里、寬2.6公里，面積3.43平方公里，海拔高度795米，最大水深55.3米，由德國探險隊發現和命名。